# 아프리카비단뱀
아프리카비단뱀(African rock python)은 비단뱀과에 속하는 큰 뱀의 일종이다. 이 종은 사하라 이남 아프리카가 원산지이다. 비단뱀속에 속하는 11종의 생물 중 하나이다. 두 개의 아종이 있다. 한 아종은 중앙아프리카와 서아프리카에서 발견되고 다른 아종은 남아프리카에서 발견되었다.
아프리카에서 가장 큰 뱀과 세계에서 가장 큰 여섯 가지 뱀 종 중 하나이다(그린아나콘다, 그물무늬비단뱀, 버마비단뱀, 인도비단뱀, 자수정비단뱀과 함께). 표본은 6m에 접근하거나 그 이상일 수 있다. 남쪽의 아종은 일반적으로 북쪽의 근연종보다 작다. 이 뱀은 숲에서부터 사막 근처까지 다양한 서식지에서 발견되지만, 보통 수원과 가까운 곳에서 발견되며, 건기에는 휴면 상태가 된다. 아프리카비단뱀은 먹이를 수축시켜 죽이고 종종 영양만한 크기의 동물, 때로는 악어까지 잡아먹는다. 알을 낳아서 번식하고, 대부분의 뱀과 달리 암컷은 둥지를 지키고 때로는 부화하기도 한다.
이 뱀은 사람을 공격하는 일이 거의 없고, 멸종위기는 아니지만 서식지 감소와 사냥의 위협에 직면해 있다. 사하라 사막 이남 아프리카의 몇몇 문화권에서는 이 뱀을 별미로 먹으며, 이는 일반적으로 이 뱀의 개체수를 위협할 수 있다.

## 설명

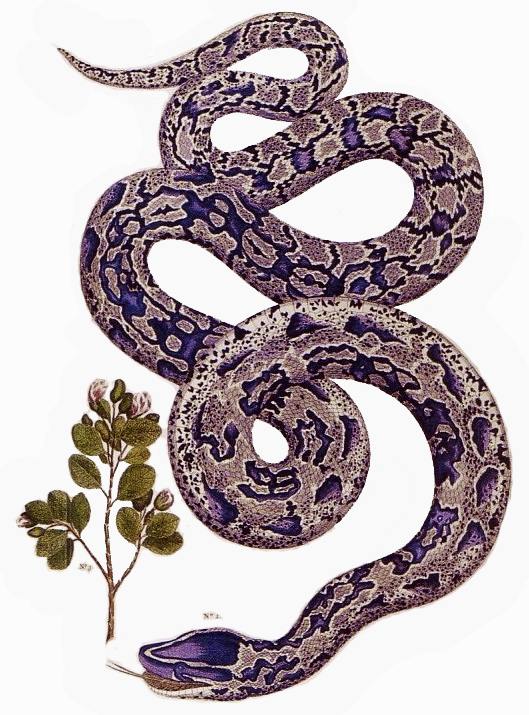
18세기 삽화

아프리카에서 가장 큰 뱀 종이자 세계에서 가장 큰, 전형적인 아프리카비단뱀 성충은 총 길이 (꼬리 포함)가 3~3.53m이고, 비정상적으로 큰 표본만 4.8m를 넘을 가능성이 있다. 6m 이상의 시료에 대한 보고는 신뢰할 수 있는 것으로 간주되지만, 더 큰 시료는 확인되지 않았다. 체중은 44~55kg 범위이며, 성인 1명당 체중은 최대 32.2kg에 불과할 것으로 예상된다. 예외적으로 큰 표본의 무게는 91kg 이상일 수 있다. 평균적으로, 아프리카비단뱀의 큰 성체는 상당히 무겁고, 아마도 인도비단뱀과 버마비단뱀뿐만 아니라 다소 긴 그물무늬비단뱀의 대부분의 표본보다 더 그럴 것이고, 자수정비단뱀보다 훨씬 더 그럴 것이다. 이 아프리카 종은 예외적으로 90kg을 초과할 수 있다는 일부 저자들의 의견에 따라 두 번째로 무거운 뱀일 수도 있다. 보도에 따르면 길이가 7m로 알려진 한 표본은 1958년 K. H. 크로프트에 의해 죽임을 당했으며 뱃속에 1.5m의 어린 나일악어가 있었다고 한다. 진품으로 간주된 훨씬 더 큰 표본이 감비아에서 촬영되었으며 측정값은 7.5m였다.

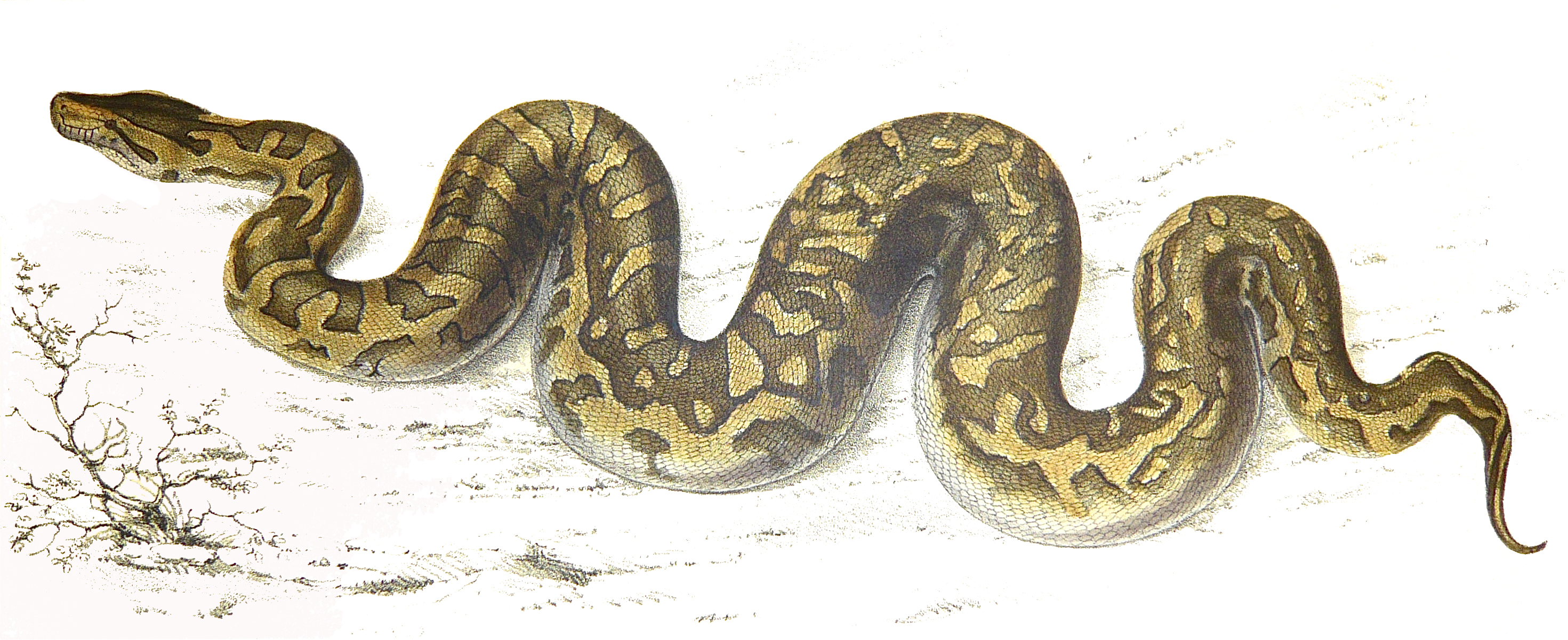
앤드류 스미스 경의 1840년 남아프리카 아종 그림

뱀은 부위마다 몸의 크기가 상당히 다르다. 일반적으로 나이지리아 남부와 같이 인구밀도가 높은 지역에서는 더 작지만, 인구밀도가 낮은 시에라리온과 같은 지역에서는 최대 길이에 이를 뿐이다. 수컷은 일반적으로 암컷보다 작다.
아프리카비단뱀의 몸은 두껍고 색깔 있는 얼룩으로 덮여 있으며 종종 넓고 불규칙한 줄무늬로 결합한다. 몸자국은 갈색, 올리브색, 밤색, 노란색으로 다양하지만 아래쪽은 흰색으로 희미해진다. 머리는 삼각형이고 위에는 짙은 갈색의 "창머리"가 버프노란색으로 윤곽을 드러내고 있다. 치아는 많고, 날카로우며, 뒤로 구부러져 있다. 눈 밑에는 독특한 삼각형 자국이 있는데, 바로 아안구 자국이 있다. 모든 비단뱀처럼 아프리카비단뱀의 비늘은 작고 매끄럽다. 입술 주변에는 열에 민감한 구덩이가 있어 어둠 속에서도 온혈 먹이를 탐지할 수 있다. 비단뱀은 또한 뒷다리의 흔적으로 여겨지는 작고 눈에 보이는 골반 박동을 가진 뱀과 달리 두 개의 기능성 폐를 가지고 있다.
남쪽 아종은 작은 크기 (일반적으로 성체의 몸길이는 약 2.4~4.4m), 머리 윗부분의 작은 비늘, 작거나 없는 아구경으로 구별된다.

## 분포 및 서식지

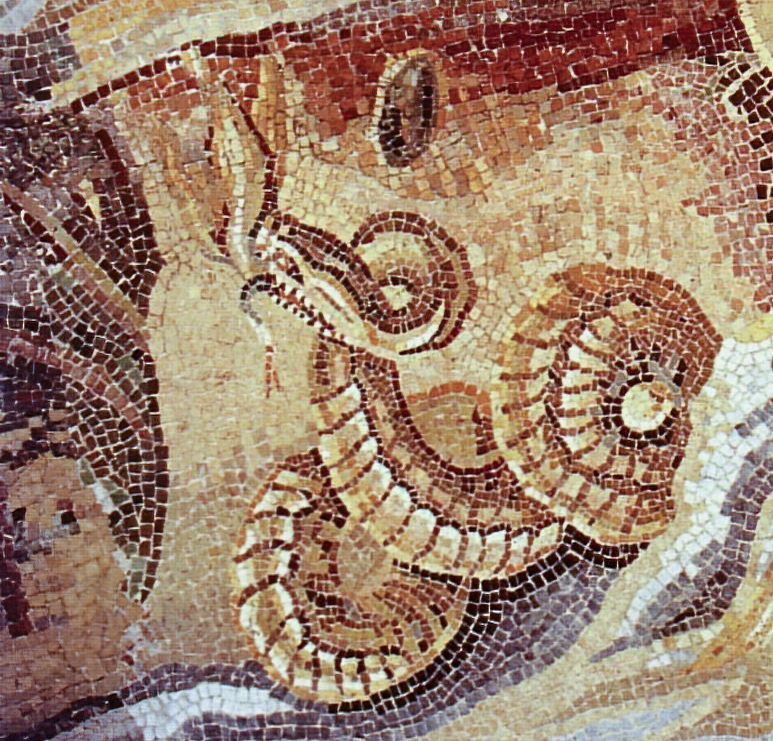
로마의 모자이크는 남부 나일강에서 온 아프리카비단뱀을 보여준다.

아프리카비단뱀은 세네갈에서 에티오피아, 소말리아, 남쪽에서 나미비아, 남아프리카에 이르는 사하라 이남 아프리카 전역에서 발견된다. 북부아프리카비단뱀은 아프리카 중서부에 걸쳐 분포하는 반면 남부아프리카비단뱀은 케냐 남부에서 남아프리카에 이르는 더 동부와 남부에 걸쳐 분포한다.
2009년, 아프리카비단뱀이 미국 플로리다주 에버글레이즈에서 발견되었다. 그것은 이미 확립된 버마비단뱀과 함께 침략종으로 자리매김하고 있는 것으로 우려된다. 야생 비단뱀은 에버글레이즈에서도 1990년대에 주목받았다.
아프리카비단뱀은 숲, 사바나, 초원, 반사막, 바위 지역 등 다양한 서식지에서 서식한다. 이는 특히 영구적인 물의 지역과 관련이 있으며 늪, 호수 및 강의 가장자리에서 발견된다. 뱀은 또한 교란된 서식지, 인간의 거주지, 특히 줄기 밭 주변에서 종종 발견된다.

## 생태 및 생물학

### 먹이
다른 비단뱀처럼 아프리카비단뱀은 독이 없고 수축에 의해 죽었다. 먹이를 움켜쥔 뱀은 먹이를 휘감고, 피해자가 숨을 내쉴 때마다 자기 몸을 휘감아 조인다. 죽음은 질식이나 압착이 아닌 심장마비에 의한 것으로 생각된다. 아프리카비단뱀은 다양한 대형 설치류, 원숭이, 바위너구리, 말똥구리, 영양, 땅돼지, 독수리, 과일박쥐, 왕도마뱀, 악어 등을 삼림지대에서 먹으며, 교외 지역의 쥐, 가금류, 개, 염소 등을 먹는다. 그것은 때때로 물고기도 잡아먹다. 때때로 표범, 사자, 치타 같은 큰 고양이의 새끼, 하이에나의 새끼, 자칼, 아프리카들개와 같은 들개의 강아지를 먹을 수도 있다. 그러나 다 자란 대형고양이과동물과 하이에나는 비단뱀을 쉽게 죽이거나 막을 수 있기 때문에 이러한 만남은 매우 드물다. 2017년 3월 1일에는 3.9m(12피트 10인치)의 아프리카비단뱀이 50kg(120lb) 무게의 작은 성인 암컷 점박이하이에나를 먹는 장면이 촬영됐다. 이 만남은 뱀이 이전에 생각했던 것보다 더 크고 더 위험한 동물들을 사냥하고 죽일 수 있다는 것을 암시한다. 지금까지 기록된 뱀의 식사 중 가장 큰 것은 4.9m의 아프리카비단뱀이 59kg의 임팔라를 섭취했을 때였다.
아프리카비단뱀 섭식 행동
- 임신한 염소를 조이고 있다.
- 영양을 섭취하기 위한 스트레칭

### 번식
생식은 봄에 일어난다. 아프리카비단뱀은 난형이며, 껍질이 단단하고 긴 20~100개의 알을 오래된 동물 굴, 흰개미 언덕 또는 동굴에 낳는다. 암컷은 90일 후에 부화할 때까지 알을 감싸고 포식자로부터 보호하고 부화를 돕는 놀라운 수준의 산모 보살핌을 보여준다. 암컷은 알에서 부화한 후 최대 2주 동안 부화해 뱀과 비단뱀에게 특이한 방식으로 포식자로부터 부화를 보호한다.
새끼는 몸길이 45~60cm로 대조적인 색을 제외하면 성체와 사실상 동일하다. 개인은 감금된 채로 12년 이상 살 수 있다.
아프리카비단뱀 알의 성장
- 알을 품은 아프리카비단뱀
- 부화
- 신생아